# Personaggi di Iron Fist
Questa voce contiene un elenco dei personaggi presenti nella serie televisiva Iron Fist.

## Personaggi principali
- Legenda:      Cast principale;      Non appare / Apparizione non annunciata.

| Personaggio                | Interprete      | Apparizioni | Apparizioni |
| Personaggio                | Interprete      | Stagione 1  | Stagione 2  |
| -------------------------- | --------------- | ----------- | ----------- |
| Danny Rand Iron Fist       | Finn Jones      | Regolare    | Regolare    |
| Colleen Wing               | Jessica Henwick | Regolare    | Regolare    |
| Ward Meachum               | Tom Pelphrey    | Regolare    | Regolare    |
| Joy Meachum                | Jessica Stroup  | Regolare    | Regolare    |
| Bakuto                     | Ramón Rodríguez | Regolare    |             |
| Davos                      | Sacha Dhawan    | Regolare    | Regolare    |
| Claire Temple              | Rosario Dawson  | Regolare    |             |
| Harold Meachum             | David Wenham    | Regolare    |             |
| Mary Walker / Typhoid Mary | Alice Eve       |             | Regolare    |
| Misty Knight               | Simone Missick  |             | Regolare    |

### Danny Rand / Iron Fist
Danny Rand (interpretato da Finn Jones, doppiato da Davide Perino) è un miliardario buddista ed esperto di arti marziali con l'abilità di evocare il potere dell'Iron Fist.
Parlando del personaggio, Jones affermò: "Mi piace il fatto che sia un supereroe con un vero cuore ma che abbia anche degli elementi spirituali. È un personaggio interessante da interpretare perché c'è questa contraddizione nel suo provenire da una famiglia ricca e potente e al tempo stesso aver passato così tanto tempo a K'un-Lun dove ha imparato il kung-fu e la filosofia buddista. Per prepararsi al ruolo, Jones ha studiato kung-fu, wushu e Tai Chi, oltre a seguire corsi di filosofia buddista e meditazione e una dieta ferrea. Toby Nichols interpreta Danny Rand da bambino.

### Colleen Wing
Colleen Wing (interpretata da Jessica Henwick, doppiata da Erica Necci) è un'alleata di Rand che gestisce un dojo di arti marziali.

### Ward Meachum
Ward Meachum (interpretato da Tom Pelphrey, doppiato da Andrea Mete) è il figlio di Harold e amico d'infanzia di Danny, il cui ritorno mette a repentaglio il suo lavoro all'interno della Rand Enterprises.

### Joy Meachum
Joy Meachum (interpretata da Jessica Stroup, doppiata da Francesca Manicone) è la figlia di Harold e amica d'infanzia di Danny, il cui ritorno mette a repentaglio il suo lavoro all'interno della Rand Enterprises.

### Bakuto
Bakuto (interpretato da Ramón Rodríguez, doppiato da Luca Ferrante) è il capo di una fazione della Mano e maestro sensei di Colleen Wing.

### Davos
Davos (interpretato da Sacha Dhawan, doppiato da Fabrizio Dolce) è il figlio di Lei Kung e amico di Rand a K'un-Lun, geloso del fatto che Rand sia l'Iron Fist.

### Claire Temple
Claire Temple (interpretata da Rosario Dawson, doppiata da Francesca Fiorentini) è un'ex-infermiera di Hell's Kitchen che si iscrive al dojo di Wing. Dawson riprende il ruolo dalle precedenti serie Marvel/Netflix.

### Harold Meachum
Harold Meachum (interpretato da David Wenham, doppiato da Francesco Bulckaen) è uno spietato leader d'azienda e socio d'affari dei genitori di Danny nel periodo in cui morirono.

### Mary Walker
Mary Walker / Typhoid Mary (interpretata da Alice Eve, doppiata da Valentina Mari) è una ragazza affetta dal disturbo dissociativo della personalità. Assassina addestrata a combattere sia con armi bianche che da fuoco in Sokovia per entrare a far parte dell'ECO Scorpion, guidata dal colonnello Helmut Zemo. Dopo essere sopravvissuta all'attacco di Ultron, di cui possiede pochi ricordi a causa delle prime scissioni della personalità, viene torturata e violentata. Successivamente è costretta a scappare negli Stati Uniti.

### Misty Knight
Misty Knight (interpretata da Simone Missick e doppiata da Gaia Bolognesi) è una detective che aiuta Colleen e Danny nel cattutare Davos, riprende il suo ruolo dalla serie TV Luke Cage.

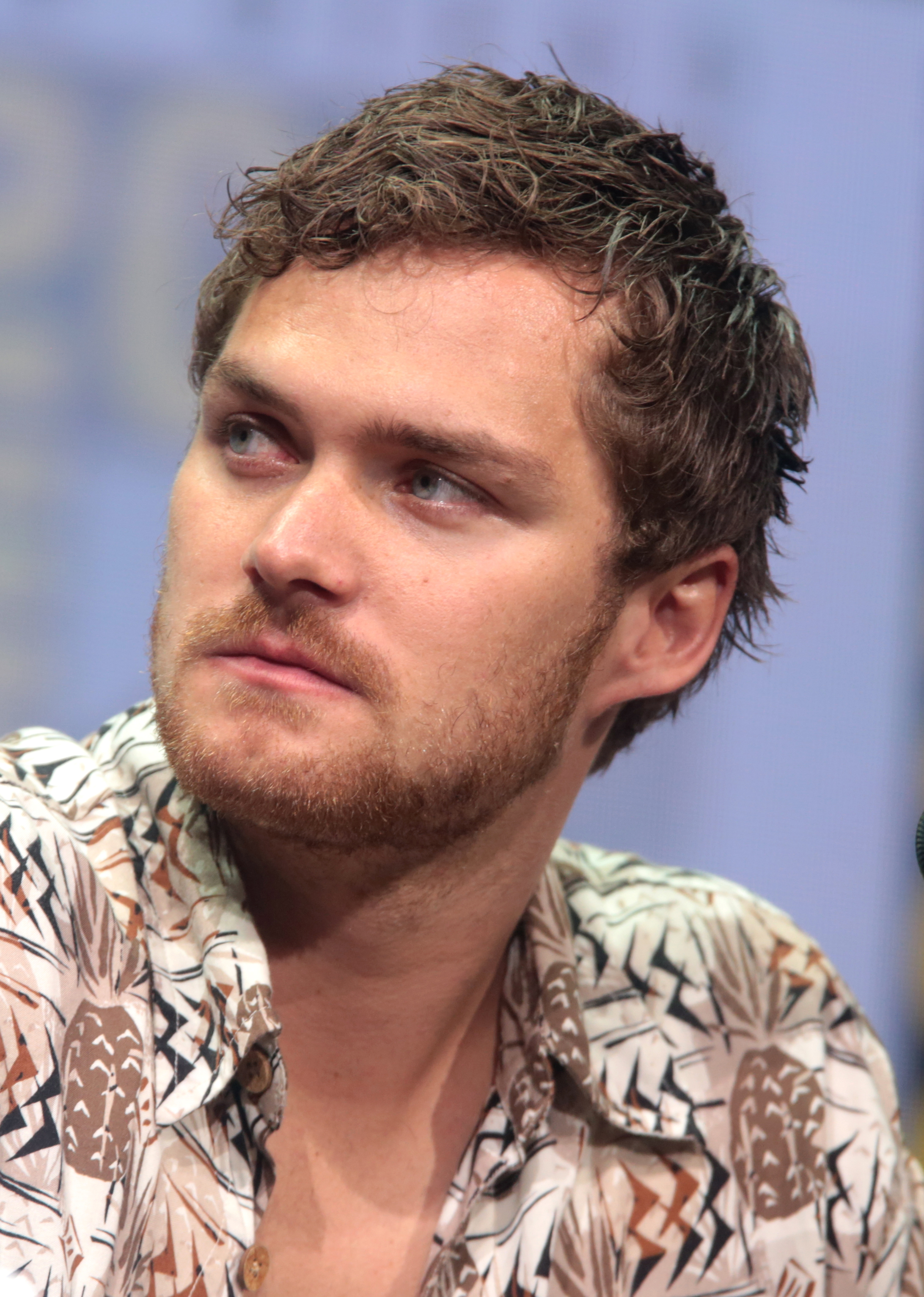
Finn Jones interpreta Danny Rand / Iron Fist
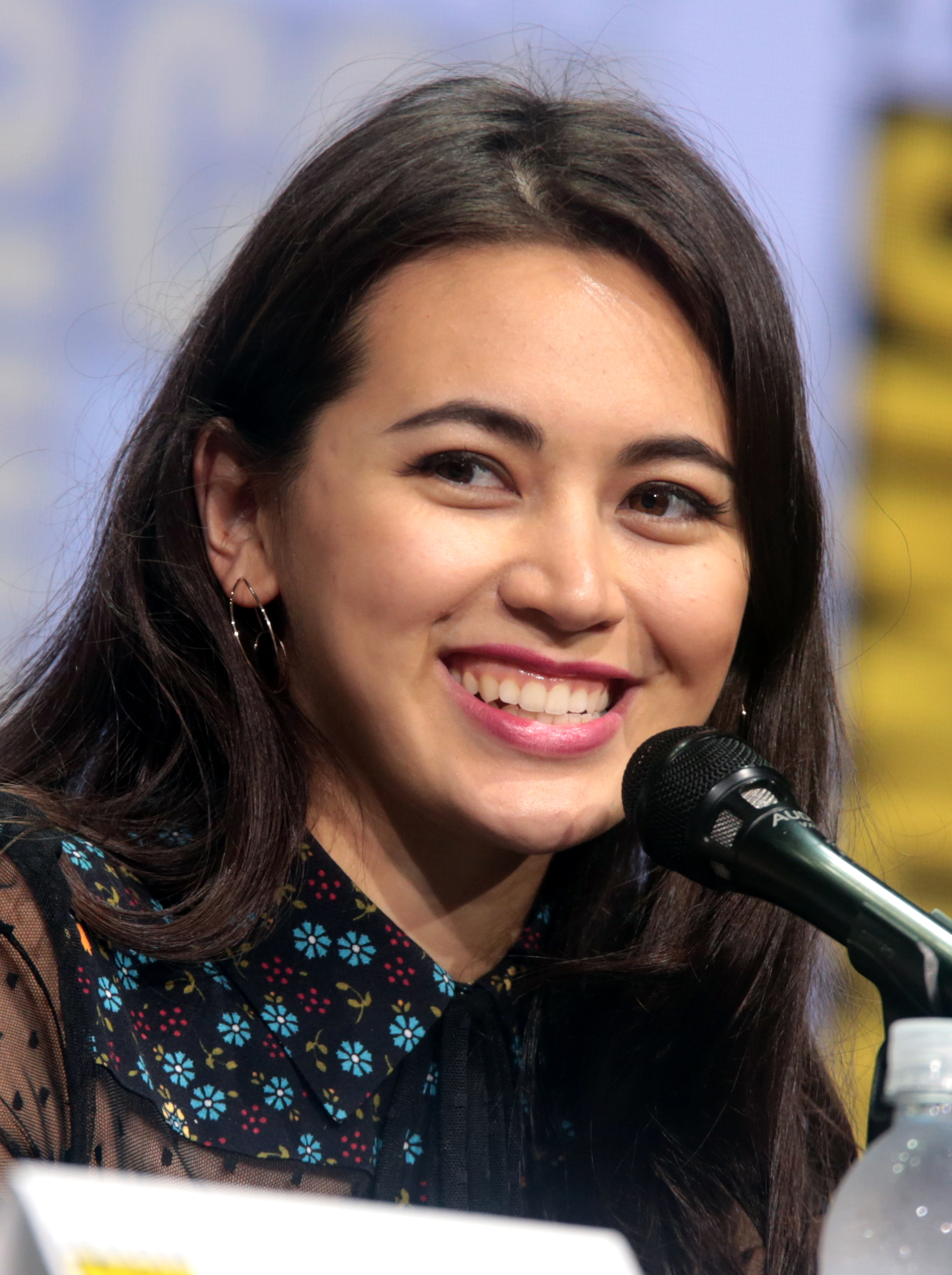
Jessica Henwick interpreta Colleen Wing
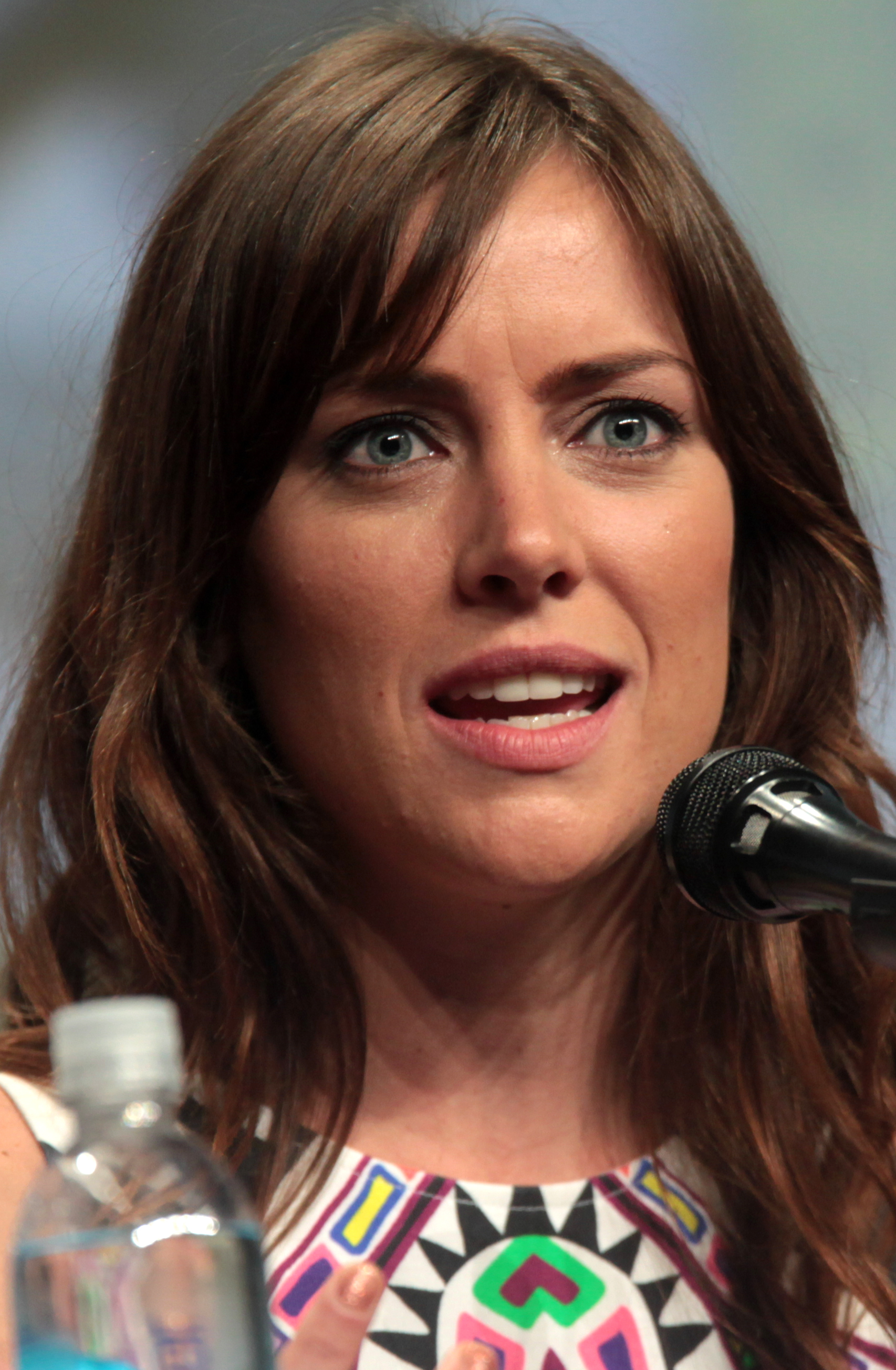
Jessica Stroup interpreta Joy Meachum
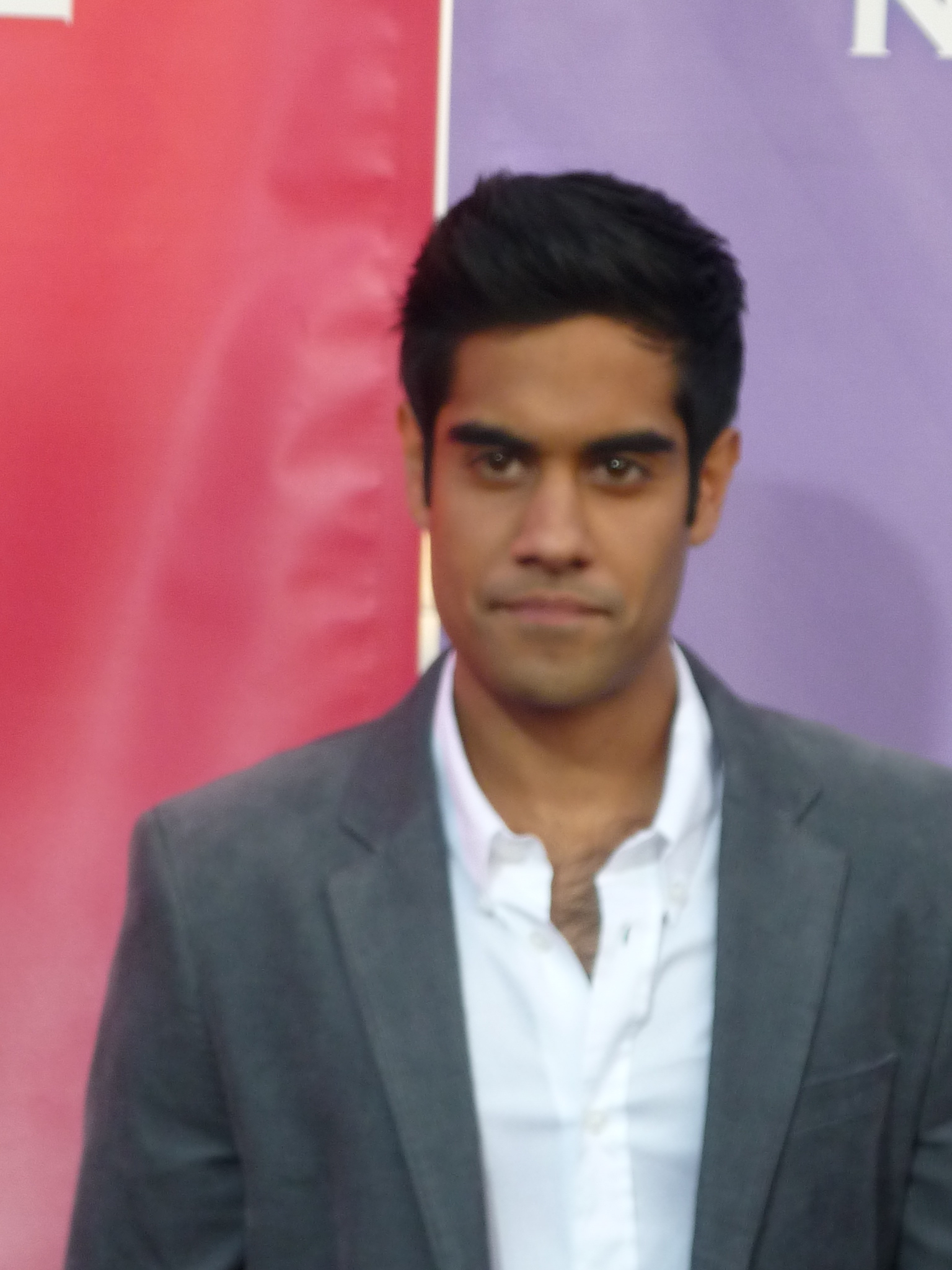
Sacha Dhawan interpreta Davos
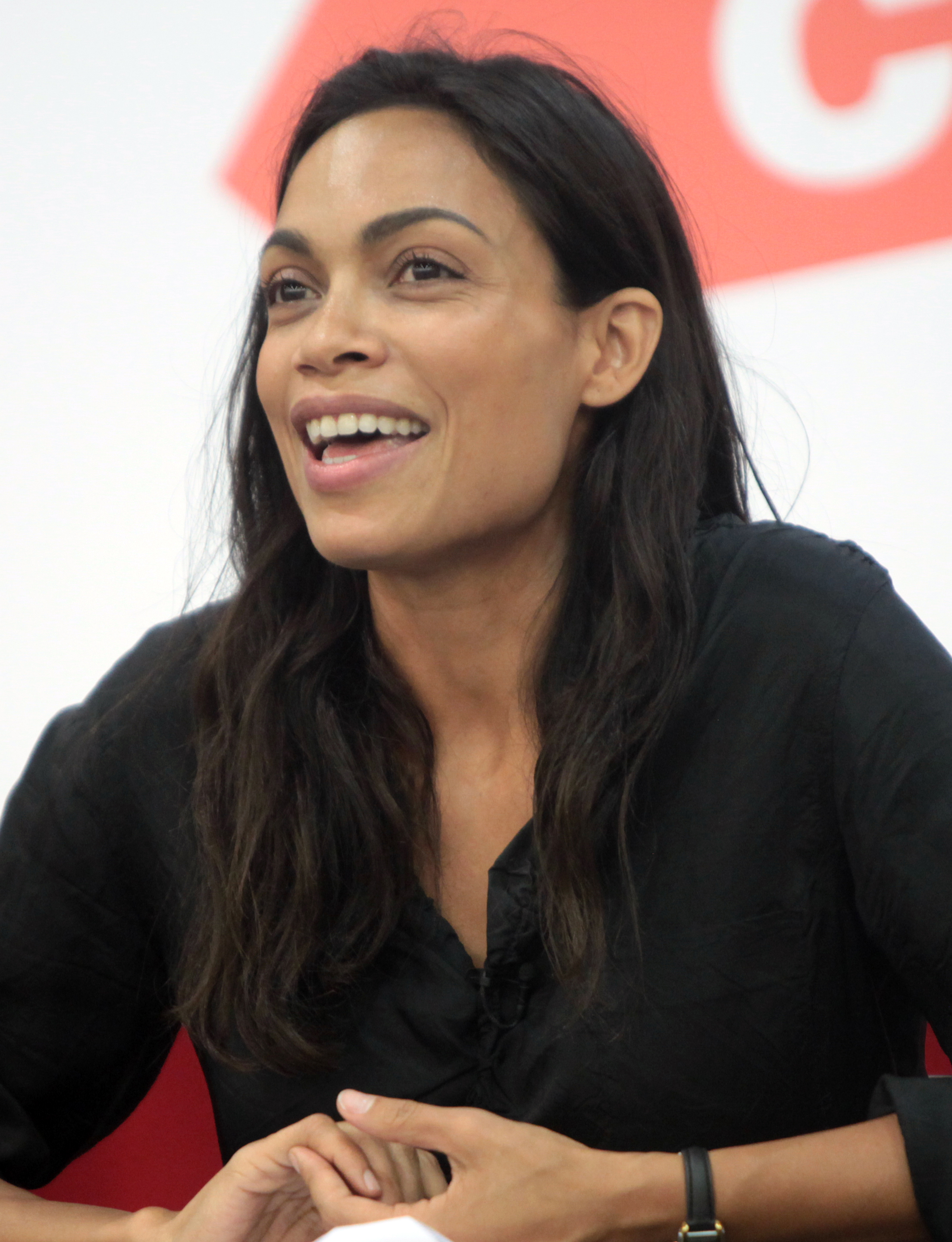
Rosario Dawson interpreta Claire Temple
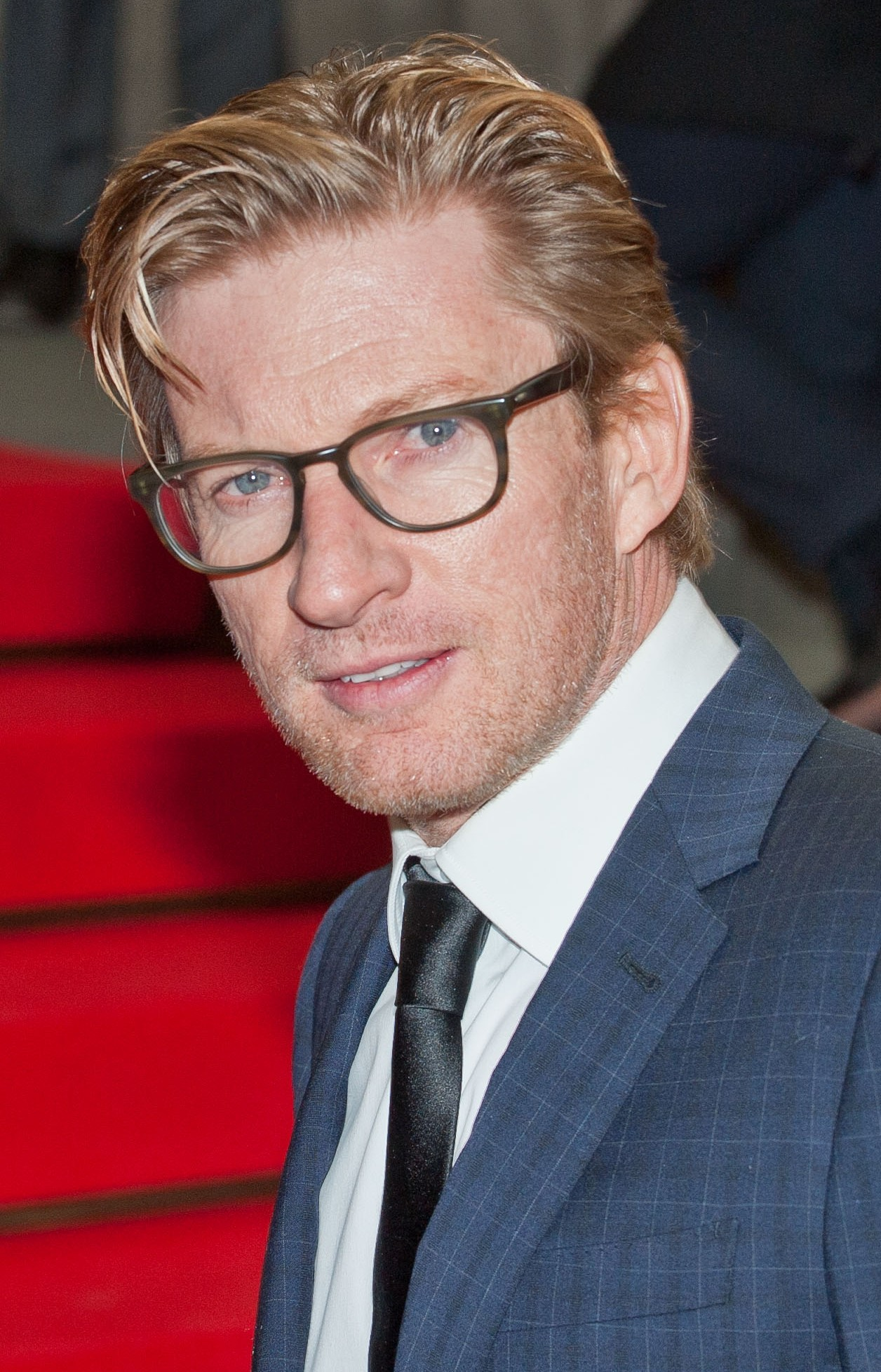
David Wenham interpreta Harold Meachum

## Personaggi ricorrenti

### Introdotti in altre serie televisive

#### Darryl
Darryl (interpretato da Marquis Rodriguez) è uno studente del dojo di Colleen. Rodriguez riprende il ruolo da Luke Cage.

#### Madame Gao
Madame Gao (interpretata da Wai Ching Ho, doppiata da Graziella Polesinanti) è una potente trafficante di eroina di Hell's Kitchen. Wai Ching Ho riprende il ruolo da Daredevil.

### Introdotti nella prima stagione

#### Kyle
Kyle (interpretato da Alex Wyse) è l'assistente personale di Harold Meachum, che in un momento di follia, dopo essere resuscitato, lo uccide brutalmente.

#### Donald Hooper
Donald Hooper (interpretato da John Sanders) è un membro del consiglio d'amministrazione della Rand Enterprises.

#### Megan
Megan (interpretata da Barrett Doss) è la segretaria di Rand e dei fratelli Meachum.

#### Maria Rodriguez
Maria Rodriguez (interpretata da Elise Santora) è un membro del consiglio d'amministrazione della Rand Enterprises.

#### Kevin Singleton
Kevin Singleton (interpretato da Ramon Fernandez) è la fedele guardia del corpo di Harold Meachum.

#### Lawrence Wilkins
Lawrence Wilkins (interpretato da Clifton Davis) è un membro del consiglio d'amministrazione della Rand Enterprises.

### Bethany
Bethany (interpretata da Natalie Smith) è lo sponsor del gruppo NA di Ward Meachum e ha una relazione sessuale con lui.

### BB
BB (interpretato da Giullian Yao Gioiello) è un membro della banda di Ryhno che diventa simpatizzante con Colleen.

### Rynho
Ryhno (interpretato da Jason Lai) è il capo della banda locale del distretto di China Town. 

### Torx
Torx (interpretato da Jowin Marie Batoon) è un membro della banda di Ryhno. 

### Hex
Hex (interpretato da Sydney Mae Diaz) è un membro della banda di Ryhno.

### Sherry Yang
Sherry Yang (interpretata da Christine Toy Johnson) è la moglie di Hai-Qing Yang. Diventa la guida dello Yangsi Gonshi dopo la morte del marito

## Guest star

### Introdotti in altre serie televisive
- Jeri Hogarth (interpretata da Carrie-Anne Moss, doppiata da Emanuela Rossi) è un'avvocatessa che aiuta Rand dopo il suo ritorno a New York. Moss riprende il suo ruolo da Jessica Jones.[11]
- Thembi Wallace (interpretata da Tijuana Ricks): una giornalista di WJBP-TV.
- Shirley Benson (interpretata da Suzanne H. Smart): è l'amministratrice del Metro-General Hospital ed ex-capo di Claire Temple.
- Turk Barrett (interpretato da Rob Morgan), appare in un piccolo momento della seconda stagione, è un criminale che riprende il suo ruolo dalle altre serie Marvel/Netflix

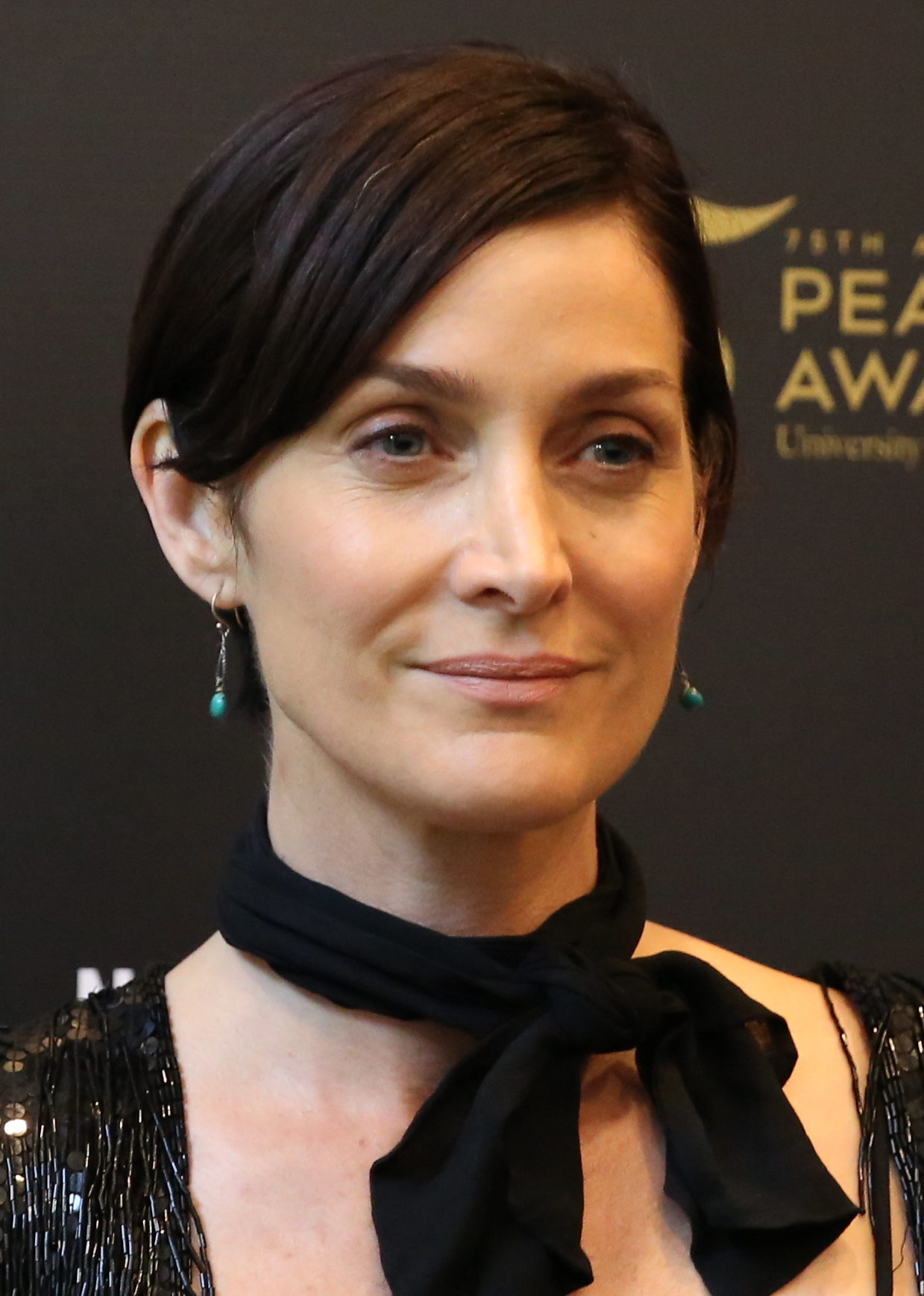
Carrie-Anne Moss interpreta Jeri Hogarth

### Introdotti nella prima stagione
- Zhou Cheng (interpretato da Lewis Tan) è un servitore della Mano.[12]
- Lei Kung il Tonante (interpretato da Hoon Lee) è il mentore di Rand a K'un-Lun e padre di Davos.[13]
- Paul Edmonds (interpretato da Murray Bartlett) è un dottore presso il Birch Psychiatric.
- Radovan Bernivig (interpretato da Olek Krupa) è un chimico costretto a lavorare per la Mano.
- Hai-Qing Yang (interpretato da Henry Yuk) è il leader della Triade.
- Thembi Wallace (interpretata da Tijuana Ricks) è una reporter. Ricks riprende il ruolo da Luke Cage.
- Shirley Benson (interpretata da Suzanne H. Smart) è un'infermiera al Metro General Hospital. Smart riprende il ruolo da Daredevil.
- Wendell Rand (interpretato da David Furr) è il padre di Rand e fondatore della Rand Enterprises.
- Heather Rand (interpretata da Victoria Haynes) è la madre di Rand.